# WTA Challenger de Stanford
O WTA Challenger de Stanford – ou Golden Gate Open, na última edição – foi um torneio de tênis profissional feminino, de categoria WTA 125.
Realizado em Stanford, no estado da Califórnia, nos Estados Unidos, estreou em 2023 e durou uma edição. Os jogos eram disputados em quadras de duras durante o mês de agosto.
Com o início da reforma do complexo de tênis, a organização não pode garantir o evento em 2024, e ele foi cancelado, sem previsão de retorno.

## Finais

### Simples
| Ano  | Campeã     | Vice-campeã       | Resultado |
| ---- | ---------- | ----------------- | --------- |
| 2023 | Wang Yafan | Kamilla Rakhimova | 6–2, 6–0  |

### Duplas
| Ano  | Campeãs                      | Vice-campeãs               | Resultado          |
| ---- | ---------------------------- | -------------------------- | ------------------ |
| 2023 | Jodie Burrage Olivia Gadecki | Hailey Baptiste Claire Liu | 7–64, 66–7, [10–8] |